# Мартынов, Олег Фёдорович
Олег Фёдорович Мартынов — советский и российский кинооператор. Заслуженный деятель искусств России (1996).

## Биография
Родился 18 июня 1937 года в Москве. В 1964 году окончил операторский факультет Всесоюзного государственного института кинематографии (мастерская Б. Волчека). С 1978 года — оператор «Мосфильма».
Снял около сорока художественных фильмов и телесериалов, в частности, на Украине: «Маленький школьный оркестр» (1968), «Комиссары» (1969), «Жизнь и удивительные приключения Робинзона Крузо» (1972), «Рейс первый, рейс последний» (1974).

## Награды[3]
- 1973 — VI Всесоюзный кинофестиваль, Алма-Ата — Приз за лучшую операторскую работу («Жизнь и удивительные приключения Робинзона Крузо», 1972)[4].
- 1992 — МКФ славянских и православных народов «Золотой Витязь» — Приз за лучшую операторскую работу («Мальчики», 1990)
- 1993 — Премия «Золотой Овен» — За лучшую операторскую работу («Нелюбовь», 1991)

## Ссылка
- Олег Мартынов (англ.) на сайте Internet Movie Database